# Bezdonys
Bezdonys est une ville située dans l'Apskritis de Vilnius, en Lituanie.
Sa population était de 743 habitants lors du recensement de 2011.
C'est à Bezdonys qu'a eu lieu l'attaque d'un train postal convoyant des taxes vers la Russie dans la nuit du 26 au 27 septembre 1908, action réalisée par un groupe de révolutionnaires polonais menés par Józef Piłsudski.